# Hrvatski hrvački savez
Hrvatski hrvački savez, krovna je hrvatska hrvačka organizacija.
Međunarodni naziv za Hrvatski hrvački savez je Fédération Croate de lutte ili Croatian wrestling federation.
Utemeljen je 18. ožujka 1949. u Zagrebu.
Od međunarodnih organizacija, članom je UWW-a (United World Wrestling) od 30. travnja 1992. godine i CILA-e (European Amateur Wrestling Federation).
Tek 2007. godine ustrojen je pri Hrvatskom hrvačkom savezu i Odbor slobodnog načina hrvanja i hrvanja za žene, a 2008. osniva se i Hrvatski grappling odbor zadužen za razvoj ovoga načina hrvanja, priznatoga od Svjetske hrvačke federacije (FILA-e).
Sjedište savezu je u Ulici grada Gospića 1, u Zagrebu (kod ŠSD "Peščenica").

## Osvojena odličja
Nakon Europskoga prvenstva 2019. godine
| Natjecanje         |   |   |    | Ukupno |
| ------------------ | - | - | -- | ------ |
| Olimpijske igre    | 1 | 1 | 1  | 3      |
| Svjetska prvenstva | 0 | 3 | 4  | 7      |
| Europska prvenstva | 3 | 1 | 7  | 12     |
| Ukupno             | 4 | 5 | 12 | 22     |

## Olimpijske igre
Nakon 2019.
ukošeno - hrvatski hrvači koji su medalje osvajali za Jugoslaviju
| Grčko - rimski stil | Grčko - rimski stil | Grčko - rimski stil | Grčko - rimski stil | Grčko - rimski stil | Grčko - rimski stil |
| #                   | Hrvač(ica)          | Zlato               | Srebro              | Bronca              | Ukupno              |
| ------------------- | ------------------- | ------------------- | ------------------- | ------------------- | ------------------- |
| 1                   | Vlado Lisjak        | 1                   | 0                   | 0                   | 1                   |
| 2                   | Josip Čorak         | 0                   | 1                   | 0                   | 1                   |
| 3                   | Milan Nenadić       | 0                   | 0                   | 1                   | 1                   |

Nakon osamostaljenja najbolji rezultat su polufinala 2016. i 2020. (Božo Starčević).

## Svjetsko prvenstvo
Nakon 2019.
| Medalje | Grčko-rimski stil | Slobodni stil | Slobodni stil | Na pijesku | Na pijesku | Ukupno |
| ------- | ----------------- | ------------- | ------------- | ---------- | ---------- | ------ |
| Medalje | M                 | M             | Ž             | M          | Ž          | Ukupno |
| Zlato   | 0                 | /             | /             | /          | 0          | 0      |
| Srebro  | 3                 | /             | /             | /          | 1          | 4      |
| Bronca  | 4                 | /             | /             | /          | 0          | 4      |

italic - hrvatski hrvači koji su medalje osvajali za Jugoslaviju

GR - grčko-rimski, FS - slobodni, BW - na pijesku
| # |
| - |
| 1 |
| 2 |
| 3 |
| 4 |
| 5 |

| Hrvač(ica)       | Stil | Zlato | Srebro | Bronca | Ukupno |
| ---------------- | ---- | ----- | ------ | ------ | ------ |
| Milan Nenadić    | GR   | 0     | 1      | 2      | 3      |
| Neven Žugaj      | GR   | 0     | 1      | 1      | 2      |
| Jelena Kastaneti | BW   | 0     | 1      | 0      | 1      |
| Slavko Koletić   | GR   | 0     | 1      | 0      | 1      |
| Nenad Žugaj      | GR   | 0     | 0      | 1      | 1      |

## Europsko prvenstvo
Nakon 2023. godine
italic - hrvatski hrvači koji su medalje osvajali za Jugoslaviju
| # |
| - |
| 1 |
| 2 |
| 3 |
| 4 |

| Hrvač(ica)           | Stil | Zlato | Srebro | Bronca | Ukupno |
| -------------------- | ---- | ----- | ------ | ------ | ------ |
| Milan Nenadić        | GR   | 2     | 1      | 0      | 3      |
| Josip Čorak          | GR   | 1     | 0      | 1      | 2      |
| Karlo Čović          | GR   | 0     | 1      | 0      | 1      |
| Dominik Etlinger     | GR   | 0     | 0      | 1      | 1      |
| Antonio Kamenjašević | GR   | 0     | 0      | 1      | 1      |
| Ivan Lizatović       | GR   | 0     | 0      | 1      | 1      |
| Tonimir Sokol        | GR   | 0     | 0      | 1      | 1      |
| Božo Starčević       | GR   | 0     | 0      | 1      | 1      |
| Filip Šačić          | GR   | 0     | 0      | 1      | 1      |
| Nenad Žugaj          | GR   | 0     | 0      | 1      | 1      |
| Neven Žugaj          | GR   | 0     | 0      | 1      | 1      |

| Grappling | Grappling         | Grappling | Grappling | Grappling | Grappling |
| #         | Hrvač(ica)        | Zlato     | Srebro    | Bronca    | Ukupno    |
| --------- | ----------------- | --------- | --------- | --------- | --------- |
| 1         | Krešimir Jurković | 0         | 0         | 1         | 1         |

## Europske igre
Nakon 2019. godine
| # | Hrvač(ica)       | Stil | Zlato | Srebro | Bronca | Ukupno |
| - | ---------------- | ---- | ----- | ------ | ------ | ------ |
| 1 | Dominik Etlinger | GR   | 0     | 0      | 1      | 1      |

## UWW ranking serija i Svjetska serija hrvanja na pijesku
UWW Ranking Series; pokrenuta 2018.; zastupljeni samo olimpijski stilovi

Beach Wrestling World Series
izvor:

nakon Zagreb Opena 2019.
| Hrvači(ce)       | Stil | Pobjede | Top 3 |
| ---------------- | ---- | ------- | ----- |
| Dominik Etlinger | GR   | 0       | 1     |
| Karlo Kodrić     | GR   | 0       | 1     |
| Ivan Lizatović   | GR   | 0       | 1     |
| Božo Starčević   | GR   | 1       | 1     |

## Svjetski kup
Wrestling World Cup; pozivno natjecanje - najviše rangirane reprezentacije u svakoj disciplini (GR i FS, M/Ž) s prethodnog Svjetskog prvenstva
Hrvatska se još niti jednom nije kvalificirala.

## Europski kup nacija
European Cup of Nations ili European Nations' Cup; pozivno natjecanje - prvih 5 rangiranih reprezentacija u svakoj disciplini (GR i FS, M/Ž) s prethodnog Europskog prvenstva i zemlja domaćin
Hrvatska se još niti jednom nije kvalificirala.

## Svjetska hrvačka ljestvica
Uvedena ??.

Najbolje pozicije
> Grčko-rimski stil
?? (-??kg)
> Slobodni stil
?? (-??kg)
> Žensko hrvanje
?? (-??kg)
> Hrvanje na pijesku
?? (-??kg)

## Ostalo
Prvi nastup hrvatskih hrvača na OI bio je u Amsterdamu 1928. godine (nastupili su F. Palković, B. Juhas i M. Metzner).
Najviše nastupa na OI imaju: Karlo Čović, Milan Nenadić i Stipe Damjanović (2).
Do sada najbolji rezultati u hrvanju slobodnim stilom su: srebra Josipa Čorka i Maria Miketeka na Mediteranskim igrama 1967. odnosno 1997. 
Francisco Albano Barrio je hrvatsko-argentinski hrvač koji je nastupajući za Argentinu osvojio 1 zlato, 2 srebra i 2 bronce na kontinentalnim natjecanjima.
Svjetska prvenstva u Hrvatskoj
Prvo i zasad jedino hrvačko svjetsko prvenstvo održano u Hrvatskoj, bilo je Svjetsko prvenstvo u hrvanju na pijesku održano 2016. u Fažani.
Hrvatska finala na OI, SP, EP/EI (kraj 2022.)
niti jedno.

### Međunarodna natjecanja u Hrvatskoj
| Turniri s barem 15 izdanja ili 1. turniri svoje vrste u Hrvatskoj ili turniri posebni u europskim razmjerima | Turniri s barem 15 izdanja ili 1. turniri svoje vrste u Hrvatskoj ili turniri posebni u europskim razmjerima | Turniri s barem 15 izdanja ili 1. turniri svoje vrste u Hrvatskoj ili turniri posebni u europskim razmjerima | Turniri s barem 15 izdanja ili 1. turniri svoje vrste u Hrvatskoj ili turniri posebni u europskim razmjerima | Turniri s barem 15 izdanja ili 1. turniri svoje vrste u Hrvatskoj ili turniri posebni u europskim razmjerima | Turniri s barem 15 izdanja ili 1. turniri svoje vrste u Hrvatskoj ili turniri posebni u europskim razmjerima | Turniri s barem 15 izdanja ili 1. turniri svoje vrste u Hrvatskoj ili turniri posebni u europskim razmjerima |
| Tip | Naziv turnira                                                                                                | Lokacija | 1. izdanje                                                                                                   | Zadnje izdanje                                                                                               | Bilješke | |
| --- | --- | --- | --- | --- | --- | --- |
| | Božićni turnir u hrvanju                                                                                     | Zagreb | 1992. | održava se                                                                                                   | [ 5 ] | |
| | Croatia Open                                                                                                 | Zagreb | 1992. | održava se                                                                                                   | kadeti; | |
| | Mala Vučica                                                                                                  | Sesvetski Kraljevec                                                                                          | 2024. | održava se                                                                                                   | ženski hrvački turnir;                                                                                       | |
| | Trofej Jadrana                                                                                               | Poreč | 1978. | održava se                                                                                                   | [ 9 ] | |
| | Zadar Open                                                                                                   | Zadar | 2012. | održava se                                                                                                   | [ 10 ] [ 11 ]                                                                                                | |
| | Zagreb Open Grand Prix                                                                                       | Zagreb | 2014. | održava se                                                                                                   | dio UWW Ranking Series od 2019.; natjecanje se odvija u G-R i FS stilu;                                      | |

## Vanjske poveznice
- Mrežne stranice saveza (hhs.hr)
- Plasmani najboljih hrvača svijeta po kategorijama